# Arthur Joseph LeBlanc
Pour les articles homonymes, voir Leblanc.
Arthur Joseph LeBlanc, né en 1943 à Arichat-Ouest, est un juriste canadien. Il est lieutenant-gouverneur de la Nouvelle-Écosse de 2017 à 2024.

## Biographie
Né à Arichat-Ouest, au Cap-Breton, en 1943, Arthur J. LeBlanc fréquente l'Université Saint-Francis-Xavier, où il obtient un baccalauréat en commerce, avant de faire des études de droit à l'Université Dalhousie. Il est reçu au barreau de la Nouvelle-Écosse en novembre 1968, puis exerce le droit pendant 30 ans dans plusieurs cabinets d'avocats. En 1983, il est nommé conseiller de la reine en reconnaissance de sa carrière distinguée en droit. Il devient juge à la Cour suprême de la Nouvelle-Écosse en 1998.
En 2000, dans l’affaire Doucet-Boudreau, il rend une décision importante pour le droit à l’éducation en français et à des écoles homogènes en Nouvelle-Écosse. Sa décision sera plus tard maintenue par la Cour suprême du Canada. En 2014, le juge LeBlanc entérine l'entente de 29 millions de dollars dans un recours collectif intenté contre le gouvernement provincial par d’anciens pensionnaires de la Nova Scotia Home for Colored Children.
Le 28 juin 2017, il est assermenté lieutenant-gouverneur de la Nouvelle-Écosse. Il succède à John James Grant. Il est le premier Acadien nommé à ce poste.

## Vie privée
Il est marié à Rosemarie Patricia « Patsy » LeBlanc, née Lirette. Le couple a trois fils : Pierre, André et Robert.

## Héraldique
Arthur Joseph LeBlanc s'est vu concéder des armoiries le 15 juin 2018 par le Héraut d'armes du Canada.
| Donner le meilleur de soi |
| ------------------------- |

| L'écu d'Arthur Joseph LeBlanc se blasonne ainsi : Tiercé en pairle renversé d’azur, de gueules et d’argent, accompagné en chef de deux livres fermés d’or à la tranche d’argent et en pointe d’une nef d’azur, ses trois voiles d’azur à une étoile d’or, d’argent et de gueules;« Les couleurs sont celles du drapeau acadien, soulignant le fait que Son Honneur est le premier lieutenant-gouverneur de la Nouvelle-Écosse, d’origine acadienne, et le premier francophone depuis 1713. Les voiles de la nef reproduisent le drapeau acadien. Le navire rend hommage aux ancêtres marins de son honneur et représente ainsi l’Acadie et le Nouveau-Brunswick, la province natale de Son Honneur Mme Patsy LeBlanc. Les livres évoquent l’engagement de Leurs Honneurs envers l’enseignement et les arts. » |